# Киванука, Джозеф
Джозеф Киванука (англ. Joseph Kiwanuka; род. 10 мая 1971, Кампала, Уганда) — угандийский профессиональный боксёр выступавший во второй средней, полутяжёлой и первой тяжёлой весовых категориях. Чемпион Североамериканской боксёрской федерации (1996 — 1997), претендент на титулы чемпиона Всемирного боксёрского союза (1995) и Североамериканской боксёрской организации Всемирной боксёрской организации (2003).

## Карьера
Джозеф Киванука дебютировал на профессиональном ринге 28 июля 1992 года  технической ничьей с американцем Родни Тони (1-0). Своё следующий с Робертом Бриттом (3-1-1), также свёл вничью. Поле этих двух ничьей Киванука провёл ещё 18 рейтинговых поединках, в которых победил (в 14 — досрочно, в четырёх — по очкам). В своём 21-м поединке Джозеф вышел на бой за титул чемпиона мира во втором среднем весе по версии Всемирного боксёрского союза, но проиграл единогласным судейским решением Томасу Тейту (29-3). 
После этого поражения, провёл ещё два рейтинговых поединка, в которых выиграл (в том числе смог реваншироваться, и досрочно победить Родни Тони (22-2-4)). 8 ноября 1996 года победил эквадорианца Сегундо Меркадо и завоевал вакантный титул чемпиона Североамериканской боксёрской федерации. Дважды успешно защищал этот титул, последовательно победив Антуана Бёрда (30-5-1) и Томаса Рида (22-7). Однако 28 октября 1997 год вновь встретился Томасом Тейтом (35-5), и проиграв нокаутом — утратил титул.
6 ноября 2003 года досрочно проиграл Василию Жирову (32-1), в бою за титул чемпиона Североамериканской боксёрской организации Всемирной боксёрской организации в первом тяжёлом весе. Свой последний бой провёл 10 декабря 2004 года досрочно проиграв Майклу Симмсу (14-2-1).